# In Conspiracy with Satan – A Tribute to Bathory
In Conspiracy with Satan – A Tribute to Bathory ist ein Tributealbum an die schwedische Metal-Band Bathory, das ausschließlich skandinavische Interpreten enthält. Es erschien 1998 als Kollaboration von No Fashion Records und Hellspawn Records auf CD; David „Blackmoon“ Parland, der ausführende Produzent und Inhaber von Hellspawn Records, wirkte als Gitarrist an den Aufnahmen von Dark Funeral, Necrophobic und War zu diesem Album mit.

## Entstehung
Die Titel wurden im Zeitraum von 1995 bis 1997 aufgenommen, viele davon in den Sunlight-Studios von Tomas Skogsberg und The Abyss von Peter Tägtgren, der sich mit dem Hypocrisy-Seitenprojekt The Abyss beteiligte und eine Zeitlang Mitglied bei War gewesen war. Das endgültige Mastering des Albums fand im Cuttingroom in Stockholm statt. 
Satyricons Version von Born for Burning war bereits 1996 auf der Kompilation Crusade From the North von Moonfog Productions veröffentlicht worden, Necrophobics Enter the Eternal Fire ebenfalls 1996 auf ihrer EP Spawned by Evil. Emperors A Fine Day to Die erschien im Veröffentlichungsjahr des Tributealbums auch auf der Wiederveröffentlichung ihres Debütalbums In the Nightside Eclipse. Marduks Aufnahmen von In Conspiracy with Satan und Woman of Dark Desires wurden 1999 der Wiederveröffentlichung ihrer Demoaufnahme Fuck Me Jesus hinzugefügt.
Laut Blackmoons Darstellung schadete der Bathory-Gründer Thomas „Quorthon“ Forsberg dem Projekt massiv. Nach dessen Darstellung hingegen versuchten Bathory und Black Mark Production zu Beginn, den Machern des Albums in rechtlichen und praktischen Dingen auszuhelfen, die dies jedoch ausschlugen. Bereits zu einem frühen Zeitpunkt gab es Probleme zwischen beiden Parteien, da erstere nicht damit einverstanden war, wie letztere mit urheberrechtlich geschütztem Material umging; unter anderem wurde ein Bild von Tony Mottram, das Quorthon in London zeigt, verwandt, ohne Mottram zuvor um Erlaubnis zu bitten. Außerdem waren sie nicht damit einverstanden, wie die Macher den Schriftzug und den Ziegenkopf von Bathory übernahm, und hätten es bevorzugt, wenn diese eine eigene Gestaltung für die CD entworfen hätten. Letztlich wurde es für Black Mark Production rechtlich notwendig, wegen der Tantiemen und anderer rechtlicher Belange einzugreifen, wobei die Plattenfirma sich zu einer milden Handlungsweise verpflichtet fühlte und die Angelegenheit außergerichtlich klärte. Der Verantwortliche für die Kompilation nahm die Angelegenheit persönlich, Quorthon hingegen erklärte, es sei nie persönlich gewesen, und es sei nie versucht worden, die Produktion zu stoppen; es gebe keinen Grund dafür, und nur wenige Gruppen bekämen Tribute-Alben zu ihren Ehren. Bathory und Black Mark Production hätten das Album als eine großartige Sache nicht nur für Bathory und ihre Anhänger, sondern auch für die beteiligten Künstler gesehen, als eine Hommage an Bathorys Musik und Geschichte. Bathorys Plattenfirma habe erst eingegriffen, als die Macher im Begriff gewesen seien, sich selbst rechtliche Probleme zu bereiten.
Quorthon betonte auch, hierbei nur seine Seite darzulegen; die Gegenseite sei für zu lange Zeit weithin als die wahre Version angesehen worden. Er selbst habe nie in persönlichem Kontakt zu irgendeiner für dieses Projekt verantwortlichen Person gestanden, niemand sei mit ihm persönlich in Verbindung getreten, dennoch sei er als Verräter des Untergrunds dargestellt worden, als „Ausverkaufs-Cock-Rock-Star“, der die Verbindung zu seinen Wurzeln verloren habe. Er hingegen betont, aus dem Untergrund zu kommen, immer noch im Untergrund zu sein und diesen mit Bathory nie verlassen zu haben; man könne nicht mehr Untergrund als Bathory sein; ausgerechnet ihm Ausverkauf vorzuwerfen, zeige die Ignoranz einiger Leute auf.
2001 kündigte Blackmoon einen zweiten Teil an, der auch als Rache gegenüber Quorthon und Black Mark Production gedacht sei.

## Titelliste
1. Marduk – In Conspiracy with Satan – 2:16
2. Ophthalamia – Sacrifice – 2:55
3. Gehennah – Reaper – 2:58
4. Dark Funeral – Equimanthorn – 3:21
5. Emperor – A Fine Day to Die – 8:28
6. Lord Belial – Massacre – 2:34
7. The Abyss – Armageddon – 2:22
8. Marduk – Woman of Dark Desires – 4:30
9. Nifelheim – Die in Fire – 3:26
10. Necrophobic – Enter the Eternal Fire – 4:50
11. Dark Funeral – Call from the Grave – 4:35
12. Sacramentum – 13 Candles – 6:34
13. Unanimated – Raise the Dead – 3:08
14. Satyricon – Born for Burning – 5:17
15. War – War – 2:07

## Musikstil
Die Lieder stammen mit Ausnahme von A Fine Day to Die und Die in Fire von den ersten drei Bathory-Alben. Im Vergleich zu den Originalen finden sich Unterschiede beispielsweise durch den Gesang, eine höhere Geschwindigkeit und andere Anpassungen an den Stil des jeweiligen Interpreten.

## Gestaltung
Die ursprüngliche Version von No Fashion Records und Hellspawn Records zeigt den Titel des Tributealbums, mit dem Ziegenkopf von Bathorys Debütalbum Bathory im Hintergrund. Dieser ist auch auf der Rückseite und dem CD-Label zu sehen.

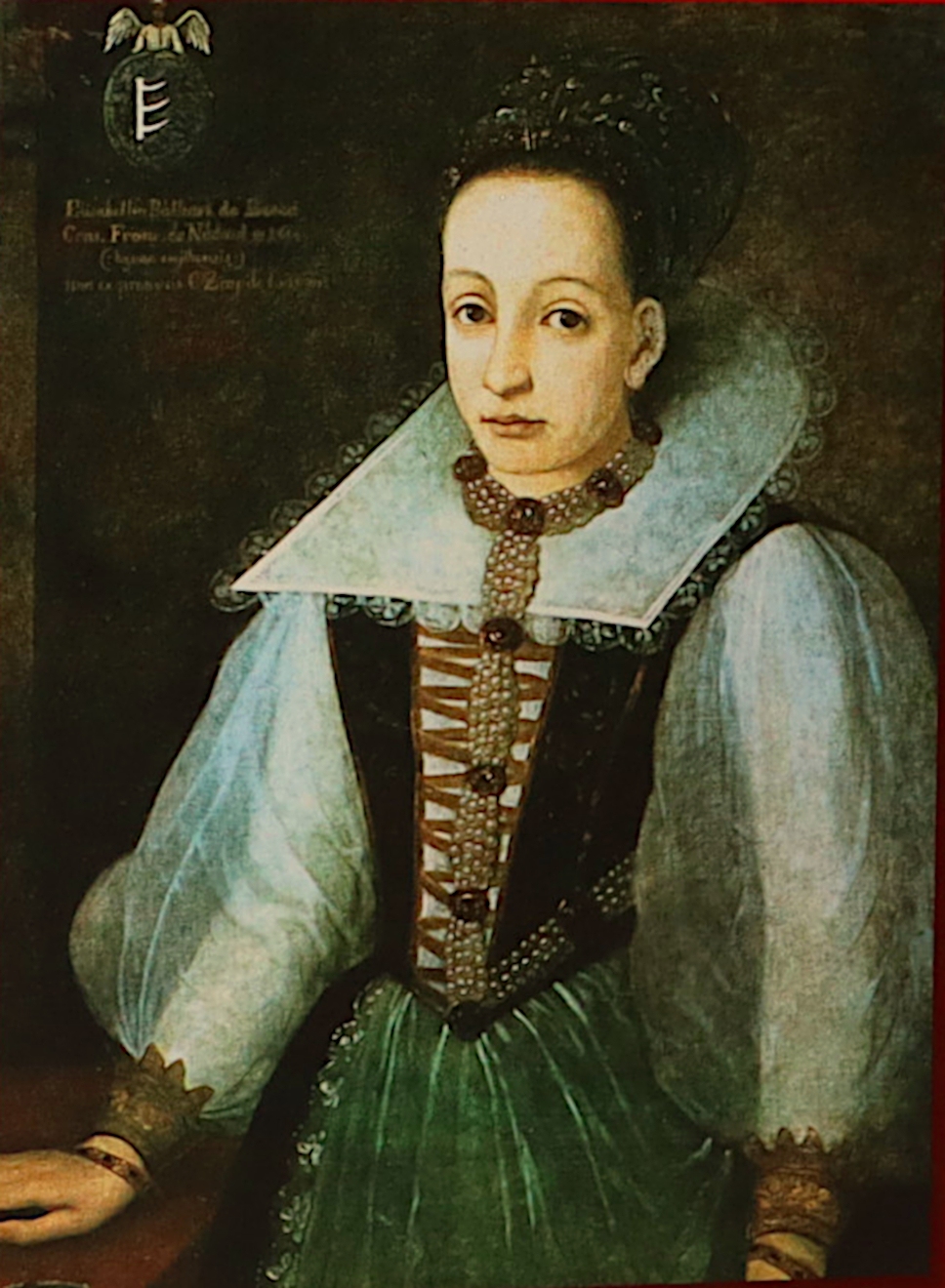
Báthory Erzsébet

Die Wiederveröffentlichung durch Hammerheart Records aus dem Jahr 2001 verwendet einen anderen Schriftzug für den Titel und stellt die Gräfin Báthory Erzsébet dar, der Ziegenkopf wurde hier nicht mehr verwandt. Im Beiheft finden sich die Geschichte von Bathory von der Gründung bis einschließlich der Aufnahmen zu Blood Fire Death, außerdem Bilder der Interpreten mit Informationen zu den Aufnahmen und Zitate einiger beteiligter Musiker zur Bedeutung von Bathory für den Metal und sie selbst.

## Kritiken
Quorthon selbst gab an, sich In Conspiracy with Satan – A Tribute to Bathory nicht angehört zu haben, ein Fan habe ihm jedoch mitgeteilt, dass einer der Interpreten bei Call from the Grave nicht nur versucht habe, das Intro zu imitieren, sondern die ursprüngliche Aufnahme kopiert habe (tatsächlich übernimmt Dark Funerals Version des Lieds das Intro und den Stil des Originals, kann jedoch durch eine kräftigere Produktion und den Gesang von Masse „Emperor Magus Caligula“ Broberg deutlich von der Quorthons ursprünglicher Aufnahme mit verhallterem Gesang unterschieden werden). Dieser Umstand zeige zusammen mit der Verwendung des Bathory-Logos und dem Kopieren der für Black Mark Production entworfenen Klaue und der Ablehnung gegenüber dem Versuch, aus In Conspiracy with Satan – A Tribute to Bathory eine legale und offizielle Veröffentlichung zu machen, das Ausmaß der Minderwertigkeitskomplexe bei diesem Projekt auf. Auch Herr Stalhammar vom Vae Solis webmagazine ist der Ansicht, die meisten Lieder seien nur nachgespielt und nicht interpretiert worden. Er bemängelte außerdem die Konzentration auf Demoaufnahmen und die ersten drei Alben und lobte Emperors A Fine Day to Die als Ausnahme und bestes Cover.
Evil Dr. Smith vom Lords Of Metal metal E-zine hingegen bezeichnet das Album als „perfekten Tribut“ an die ersten drei Bathory-Alben. Es fehle nur leider ein Cover von Darkthrone.